# Yūki Koike (Fußballspieler)
Yūki Koike (japanisch 小池 悠貴 Koike Yūki; * 18. April 1986 in Fuefuki) ist ein ehemaliger japanischer Fußballspieler.

## Karriere
Koike erlernte das Fußballspielen in der Schulmannschaft der Kofu Commercial High School und der Universitätsmannschaft der Chūō-Universität. Seinen ersten Vertrag unterschrieb er 2009 bei Ventforet Kofu. Der Verein spielte in der zweithöchsten Liga des Landes, der J2 League. 2010 wurde er mit dem Verein Vizemeister der J2 League und stieg in die J1 League auf. Für den Verein absolvierte er sechs Ligaspiele. Ende 2011 beendete er seine Karriere als Fußballspieler.